# Górny neuron ruchowy
Górny neuron ruchowy (górny motoneuron) – to neurony ruchowe, które mają początek w obszarze ruchowym kory mózgowej lub pnia mózgu i przenoszą informacje motoryczne do dolnych motoneuronów. Główne motoneurony odpowiedzialne za ruchy świadome znajdują się w warstwie V zakrętu przedśrodkowego i są to olbrzymie neurony piramidowe, nazywane komórkami Betza. Ciała komórkowe tych neuronów są największymi w mózgu, osiągając niemal 0,1 mm średnicy. Zakręt przedśrodkowy jest jednym z najważniejszych obszarów i najbardziej tylnym zakrętem płata czołowego, leżącym przed bruzdą środkową. Część włókien z górnych neuronów ruchowych wychodzi z zakrętu przedśrodkowego i kończy się w pniu mózgu, gdzie krzyżują się z neuronami w dolnym mózgu, tworząc drogę piramidową po każdej stronie rdzenia kręgowego. Włókna, które się nie krzyżują, przechodzą przez mózg i kontynuują tworzenie drogi piramidowej. Górne neurony ruchowe zstępują do rdzenia kręgowego na odpowiedni poziom korzenia nerwu rdzeniowego. W tym miejscu górne neurony ruchowe łączą się z dolnymi motoneuronami, których aksony unerwiają włókna mięśni szkieletowych. 
Te neurony łączą mózg z odpowiednim poziomem w rdzeniu kręgowym, skąd sygnały nerwowe są przekazywane do mięśni za pośrednictwem dolnych motoneuronów. Impulsy nerwowe z górnych motoneuronów są przekazywane dolnym motoneuronom za pomocą neuroprzekaźnika kwasu glutaminowego przy udziale specjalnych białek – receptorów glutaminowych. Te receptory regulują szeroki zakres procesów w mózgu, rdzeniu kręgowym, siatkówce oraz obwodowym układzie nerwowym. 

## Uszkodzenia
Każde uszkodzenie górnych motoneuronów, znane również jako niewydolność piramidowa, występuje w drogach nerwowych powyżej rogów przednich rdzenia kręgowego. Takie uszkodzenia mogą być wynikiem udaru, stwardnienia rozsianego, uszkodzenia rdzenia kręgowego lub innego nabytego urazu mózgu. Zmiany aktywności mięśniowej, które mogą być rozległe i zróżnicowane, są ogólnie określane jako zespół górnego neuronu ruchowego. Objawy mogą obejmować osłabienie mięśni, zmniejszenie kontroli motorycznej, w tym utratę zdolności do wykonywania precyzyjnych ruchów, wzmożenie (i obniżenie progu) odruchów rdzeniowych, w tym spastyczność, klonus oraz reakcję wyprostną podeszwową, znaną jako objaw Babińskiego. 